# Fu Bingchang

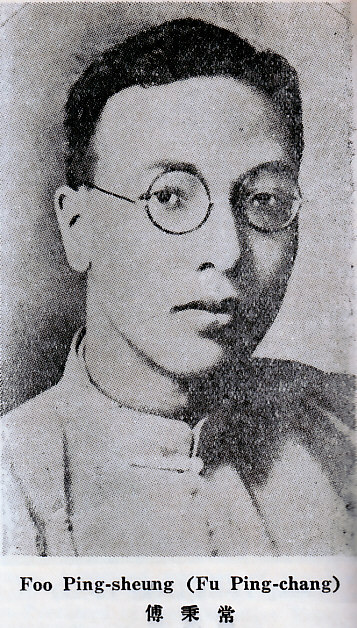
Fu Bingchang, vor 1932

Fu Bingchang, auch Foo Ping-sheung (chinesisch 傅秉常, Pinyin Fù Bĭngcháng, W.-G. Fu Ping-ch'ang; * 16. Februar 1896 in Foshan, Provinz Guangdong, Chinesisches Kaiserreich; † 29. Juli 1965), war ein Politiker und Diplomat der Republik China.

## Leben
Fu Bingchang entstammte einer wohlhabenden Familie. 1905 studierte er am St. Stephen’s College, Delhi. 1916 wurde er Bachelor im Fach Bauingenieurwesen der Universität Hongkong. 1931 erhielt er eine Ehrendoktorwürde der Universität Hongkong.
Er heiratete in die Familie von Wu Tingfang, war Attaché der Canton Delegation bei der Pariser Friedenskonferenz 1919 und Sekretär von Sun Yat-sen. 1927 war er Stellvertretender Außenminister der Republik China. 1928 leitete Fu Bingchang die Kommission zur Kodifizierung des Zivilrechtes.
Er war Mitglied der Taizi pai (Prinzen-Clique, Seilschaft um den Sohn Sun Yat-sens, Sun Fo) und bekleidete verschiedene Ämter im Außenministerium, bis er 1935 zum Mitglied des Zentralen Exekutivkomitees aufstieg. 1942 war er stellvertretender Außenminister.
Von 1943 bis 1949 war er Botschafter in Moskau. Vom 19. bis zum 30. Oktober 1943 fand in Moskau eine Außenministerkonferenz statt. Zu deren Abschluss wurde die Moskauer Deklaration unterzeichnet. Zu den Unterzeichnern gehörte Cordell Hull, Anthony Eden, Wjatscheslaw Michailowitsch Molotow sowie Fu Bingchang für die chinesische Regierung.
Von 1949 bis 1956 lebte er in Paris. Chiang Kai-shek berief ihn 1956 zum Vizepräsidenten des Justiz-Yuan.
Fu war ein begeisterter Amateurfotograf und fertigte Fotos von führenden Politikern und deren Familien.